# Terapie homosexuality (kniha)
Terapie homosexuality – Rádce pro postižené a poradce je kniha, kterou napsal nizozemský křesťanský psycholog Gerard J. M. van den Aardweg a v německé verzi (Selbstterapie von Homosexualität, Leitfaden für Betroffene und Berater) vyšla roku 1996, anglicky (The Battle for Normality: A Guide for (Self-)Therapy of Homosexuality) o rok později. V říjnu 2003 ji vydalo česky a distribuovalo Hnutí Pro život ČR, za které vystupovala tisková mluvčí Zdeňka Rybová, pro církevní ex-gay sdružení Exodus a na jeho náklady. Za čtyřčlenné občanské sdružení Exodus vystupoval v médiích jeho ředitel Pavel Majerák nebo další člen Radim Ucháč. 
Hnutí pro život ČR knihu údajně zdarma zaslalo do všech českých základních a středních škol, některým poslancům a senátorům, do knihoven a pedagogicko-psychologických poraden, což vyvolalo pozornost médií a veřejnosti.

## Obsah knihy
Kniha je tvořena dvěma hlavními částmi: první, teoretická, se jmenuje Názory, druhá část Praktická pravidla pro terapii.

### Úvod
V celé knize Aardweg sebe a své názory stylizuje do role obhajoby svobody, nepopulární opozice proti údajně nekonstruktivnímu a nepoctivému mainstreamového názoru, že homosexualita je normální a přijatelná. Univerzity Aardweg obviňuje z ignorování a zanedbávání tématu homosexuality a z toho, že když už se jím zabývají, tak nevycházejí ze zdravých morálních názorů. Liberálně smýšlející podle něj chtějí „středověkým způsobem nejen zakázat vědomosti a zkoumání, ale zároveň diskriminovat mnohé postižené…“ Ty, kdo se ke své orientaci hlásí a nesouhlasí s její dehonestací, označuje za militantní, a oponuje „dogmatu o nezměnitelnosti“. Homosexuální způsob života považuje za neslučitelný s opravdovým pokojem svědomí i skutečnou vírou, slučování křesťanství s pozitivním přístupem k homosexualitě považuje za sebeklam a pokřivování víry a Božího slova. Za problém považuje, že homosexuálně orientovaní jsou veřejným tlakem do homosexuálního života hnáni.
K odsuzování opačných názorů a postojů Aardweg často využívá výrazů s expresivním a dehonestujícím vyzněním.[zdroj⁠?!] Sám o svém pojetí, že homosexualita je neuróza, prohlašuje, že může být kriticky zkoumáno, ale „nadávání, ironie, dramatické výkřiky však nepředstavují žádné věcné zkoumání“ (str. 10).

### Pojetí homosexuality
Homosexualitu Aardweg v knize popisuje jako psychickou poruchu vznikající ze sebelítosti, zaměření na sebe a nevyzrálé sebelásky. Navazuje na Sigmunda Freuda, který homosexualitu spojoval s psychickým infantilismem. Homosexuála, který není neurotický, považuje Aardweg za fikci, což je podle něj možné „snadno zjistit pozorováním homosexuálních lidí“. Poddání se homosexuálním tužbám pak vede k sexuálnímu zotročení jako dalšímu, autonomnímu problému.
Většinu teoretické části věnuje rozborům pohlavních rolí a identity a vztahů s rodiči a vrstevníky v psychoanalytickém stylu. Zároveň řadu různých údajů a příhod interpretuje a zobecňuje tak, aby potvrzovaly jeho teorii.
S vědeckými studiemi, které bývají obvykle vykládány jako důkazy o vrozenosti homosexuality, se Aardweg vypořádává poukazem na metodologické nedostatky, připomíná nejednoznačnost výkladu výsledků (zmiňovanou samotnými autory výzkumů, např. Levay), nedostatečné potvrzení hypotéz jinými výzkumy, podezření z falšování výzkumů i z formulování výsledků podle zásady, že „přání je otcem myšlenky“ atd.
Homosexuální láska podle Aardwega není opravdovou láskou, ale jen sebestřednou sentimentalitou. Sexuální závislost vzniká únikem z reálného světa do fantazijního, který je posilován častými masturbacemi, zároveň se zmenšuje radost z reálného světa.
K výskytu homosexuality v jiných kulturách uvádí několik příkladů, například: „Jeden vzdělaný muž z Kašmíru mi kdysi sdělil, že v jeho zemi homosexualita neexistuje, a to jsem slyšel i od jednoho kněze, který pracoval více než 40 let na severovýchodě Brazílie – ani jednou něco takového ve zpovědi neslyšel.“ Takto „prokázanou“ neexistenci homosexuality v těchto oblastech si Aardweg vysvětluje jasným rozdělením mužské a ženské role. Naproti tomu sexuální zaměření homosexuálního pedofila v kmeni Sambia na Nové Guineji, vysvětluje jeho uzavřeností, zakomplexovaností, neurotičností a zátěží rodinného původu. Obojí je však v příkrém rozporu s faktem, že homosexualita je vrozená.
Skutečnost, že mnoho homosexuálně orientovaných mužů i žen z katolického i evangelického prostředí se zajímá o teologii a usilují o to stát se faráři, kněžími nebo vstoupit do kláštera, vysvětluje Aardweg jejich infantilní potřebou sympatie a kontaktu: vnímají tyto role jako jemné, sentimentálně starostlivé, vznešené, bez konkurence, chráněné, jednopohlavní prostředí je zbavuje nutnosti prokazovat se ve své pohlavní roli. Podobné tendence homosexuálů dostávat se do podobných funkcí Aardweg připomíná i ve vztahu ke starověkým nebo primitivním kulturám. Aardweg to označuje za klamná a chybná povolání, která nemají nic společného s objektivním obsahem víry: jsou motivovaná sebestředností a takoví kněží pak podle něj tíhnou k změkčilému a humanistickému výkladu evangelia zejména co se týče morálky a k pokroucenému obrazu o lásce, čímž ohrožují pravověrnost a podkopávají jednotu.

### Léčení homosexuality
„Skutečnou“ léčbu homosexuality srovnává s léčbou „jiných“ neuróz a psychických závislostí. Uvádí, že podle jeho vlastních zkušeností psychoterapeuta se radikálně změnilo v heterosexuály asi 15–20 % těch, kdo léčbu začali, a asi 30 % léčbu přerušilo. (Přitom je třeba přihlédnout k Aardwegově definici homosexuality, do níž patří i velmi mírné homosexuální tužby spojené s byť jen nepatrným snížením heterosexuálních, tedy zřejmě ne všichni pacienti byli původně homosexuální v běžném smyslu.) Přibližně 70 % jeho pacientů patřilo k nějakému náboženskému vyznání (křesťanskému či židovskému), asi 30 % nikoliv. Ke změně dochází průměrně po 3 až 5 letech léčby.
Za základní principy léčby považuje naději, sebekázeň a upřímnost, u křesťanů též modlitbu. Za účinný nástroj boje s neurotickou lítostí označuje humor, jímž rozumí v praxi zesměšňování a dehonestování nežádoucích tužeb a citů vlastního „infantilního já“. Další metodou je obnovování pohlavní role. Jako příklad nemužného chování Aardweg jmenuje odmítání alkoholu. Takový homosexuál má zkusit ze sebe setřást citlivý postoj a vychutnat si normální alkoholický nápoj, rovněž má cíleně odstraňovat zjemnělé a ženské prvky v oblečení, chování, přestat se věnovat šití či aranžování a naopak se začít věnovat mužným pracím se sekerou, kladivem či lopatou a měl by se aktivně účastnit soutěživých sportů. Muž se má naučit převzít odpovědnost za ženu a rozhodovat za ni, nenechat se opanovat. Žena má překonat odpor nosit typicky ženské oblečení a má se vzdát chlapeckého účesu, překonat odpor k ženským pracím nebo mateřským něžnostem a má přijmout mužovo vedení – ideologie rovnosti pohlaví je podle Aardwega nepřirozená a odsouzená k neúspěchu.

## Předmluva Ivy Šípové
Předmluvu k českému vydání napsala PhDr. Iva Šípová (nar. 1933), která v 70. a 80. letech působila jako psycholožka Sexuologického ústavu Fakulty všeobecného lékařství UK. Šípová se v předmluvě vyjadřuje tak, že kniha může být nápomocná všem, kteří trpí jakýmikoliv nedostatky či odchylnostmi v sociopsychosexuální sféře, například neerotizovaným nebo zapouzdřeným jedincům, neplnohodnotně diferencovaným, opožděným ve zrání, traumatizovaným atd. Odvolává se na konzervativní hodnoty a stěžuje si na chaotickou atmosféru současné doby pochybných morálních zásad, zpochybňování manželství, kultury smrti, lží, bezpáteřnosti a násilí na všech úrovních, což odrazuje mladé lidi od toho, aby zakládali velké rodiny s více dětmi. 

## Kritika
Sexuolog Radim Uzel se pozastavil nad tím, že podle Aardwega potřebuje každý homosexuál průvodce, duchovního pastýře, který má „zdravé názory na sexualitu a morálku“, tj. vnímá homosexualitu jako nenormální a nezdravou, a nad tím, že proti masturbaci Aardweg doporučuje bojovat sebeovládáním, případně i modlitbou. Většinu obsahu Uzel označuje za „tmářský žvást“, který homosexuálům vnucuje komplex méněcennosti a pocit viny, v ostatních probouzí nenávistné, opovržlivé a netolerantní postoje k homosexuálům a pohrdá současným vědeckým poznáním. Vyjádřil se: „Každý psycholog (…) ví, že homosexualita je vrozenou a neměnnou dispozicí lidského jedince. Lékaři ji vyškrtli z oficiálního mezinárodního seznamu nemocí. Tak jakápak léčba? (…) Odborníkům je jasné, že adaptace homosexuála na heterosexuální roli, i když ji někdo může nazývat léčbou, představuje pouze trápení.“ Uzel rovněž kritizoval Ivu Šípovou za to, že ke knize napsala předmluvu, a tvrdil, že "na stará kolena zblbla". Uzel naznačil spojitost Aardwegových názorů s chováním nedemokratických společností a vyjádřil znepokojení nad tím, že kniha je věnována vychovatelům a mohla by posloužit některým zákonodárcům.
Jaroslav Zvěřina, předseda Sexuologické společnosti ČLS, prohlásil Aardwegovy názory za podvodné a nemedicínské: „Považujeme za podvod tvrdit, že lze někoho vyléčit z homosexuality. Názory, které označují homosexualitu za hřích a něco, s čím je potřeba zápasit, jsou nemedicinské a my s tím máme problém.“ Dále Zvěřina poukázal na neurčité a nízké údaje o úspěšnosti léčby: „Autor tvrdí, že z těch homosexuálů, kteří s jeho terapeutickým programem začali, se „radikálně se změnilo, asi 15 až 20 %“. Už sama neurčitost tohoto údaje je zvláštní, stejně jako překvapí, proč se autor takovými nevalnými výsledky vůbec chlubí. Předpokládá, že alespoň z některých homosexuálů svým působením udělal „normální heterosexuály“. Třetina jeho pacientů léčbu sama ukončila, prý „po několika měsících“. U zbytku klientely autor shledává snížení naléhavosti homosexuálních představ.“
Předseda Gay iniciativy Jiří Hromada se ohradil proti Aardwegovým morálním východiskům: „Vadí mi nabubřelost těch, kteří se považují za vyvolené tvrdit, co je a co není morální. Knihu bych nezakazoval, ctím svobodu slova, ale očekávám od pedagogů adekvátní komentář.“ Distribuci do škol označil Hromada za zbabělost, podlost a ránu pod pás, knihu samotnou za návrat do středověku. K tomu sarkasticky dodal: „Pokud chtějí kruhy kolem katolické církve konat takové nesmysly, jako léčit přirozenost člověka, ať rozešlou knihu na všechny fary a všem farářům. V okamžiku, kdy se podaří vyléčit z homosexuality církevní hodnostáře, uznáme i my, že se dá s homosexualitou něco dělat.“
Sexuolog Ivo Procházka v reakci na knihu shrnul vývoj postojů mezinárodních psychiatrických organizací k homosexualitě i její léčbě a připomenul i existenci opačných názorů, například názor prof. Rakúse, že homosexualita je v 52 % případů léčitelná. Selektivně citovaným studiím, které bývají zmiňovány na podporu reparativní léčby, Procházka obecně vytkl diskutabilní výběr pacientů do vyhodnocovaných souborů, nedostatečně popsanou metodiku a nízkou validitu diagnostiky homosexuality i stavu po vyléčení (neprovedená objektivizace falometrickými měřeními nebo projektivními psychodiagnostickými metodami, chybějící posouzení nezávislým odborníkem, zaujatost hodnotícího terapeuta, nevěrohodné výpovědi absolventů terapie, závěry o vyléčení vyvozené jen z životního stylu, nedostatečná doba sledování výsledku), směšování a sumování údajů o úspěšnosti získaných odlišnou metodikou. Za eticky sporné a zneužitelné Procházka označil začlenění religózních přístupů do psychoterapie. Zároveň Procházka vytkl zastáncům léčby totéž, co oni vytýkají odpůrcům léčby, tedy že tito terapeuti nerespektují pluralitu názorů a neinformují pacienta o existenci jiných přístupů a možnostech svobodné volby. Konkrétně k Aardwegově knize se Procházka v tomto textu nevyjádřil.
MF DNES v reakci na knihu zveřejnila názor politologa Zdeňka Šváchy, který se přihlásil k názoru, že homosexualita normální není a ochrana heterosexuální normy patří k žádoucí ochraně kulturních hodnot. Podle Šváchy pocit viny společnosti na pronásledování homosexuálů i jejich zjevný společenský přínos vedly k tomu, že z homosexuálů vznikla nedotknutelná kasta – žádná jiná menšina nepožívá tak intenzivní ochrany a sympatie tvůrců veřejného mínění a čím dál více i zákonodárců a nemá tak vlivnou politickou lobby. Švácha připouští, že kniha Terapie homosexuality byla psána jako protiváha jejich tvrzením, ale označil všechny takto míněné studie za pouhé ideologizování, byť s opačným znaménkem. Aardwegova studie podle Šváchy ničemu nepomůže a podobá se přístupu těch, kteří ďábla vymítali bičováním, rozumní lidé podle Šváchy homosexualitu jako trvalou úchylku tolerují.
Komentátor MF DNES Vladimír Kučera ve své glose ocenil význam svobody slova a toho, že každý může šířit své názory třeba i rozesíláním knih do škol, a když se lidé mohou svobodně seznámit i s dílem Mein Kampf, tak proč by nemohly být šířeny názory srovnávající homosexualitu s bulimií. Jen vyjádřil obavu, aby méně citliví nápravci věcí sexuálních nezačali časem podobné názory stupňovat: tedy vyřezat, obřezat, odřezat, posléze podřezat.

## Vydání knihy
- německy: Selbstterapie von Homosexualität, Leitfaden für Betroffene und Berater. 1996, Hänssler-Verlag, Neuhausen-Stuttgart
- anglicky: The Battle for Normality: A Guide for (Self-)Therapy of Homosexuality. 1997, Ignatius Press, San Francisco
- česky: Terapie homosexuality. Rádce pro postižené a poradce. 2003, pro občanské sdružení Exodus vydalo Hnutí Pro život ČR. ISBN 80-239-1403-0, česká předmluva Iva Šípová